# Después del final
Después del final era una telenovela argentina producida y dirigida para ATC (hoy Televisión Pública) en 1982. Fue protagonizada por Selva Alemán y Arturo Puig. Además contó con las participaciones estelares de Enzo Bellomo, Elizabeth Killian, Gogó Andreu, Ivonne Fournery, Delfy de Ortega, Ariel Keller e Hilda Bernard.

## Elenco
- Selva Alemán - Cristina "Beba" Acevedo
- Arturo Puig - Marcos Morelli
- Gogó Andreu - Juan
- Gloria Antier - Julia Torres
- Enzo Bellomo - Sergio Bonard
- Hilda Bernard - Elena
- Delfy de Ortega - Martina
- Ivonne Fournery - María Castellanos
- Elizabeth Killian - Claudia Acevedo
- Ariel Keller - Armando Acevedo
- Germán Kraus - Raúl
- Diego Varzi - Tord Olofsson
- Silvia Kutika - Astrid Olofsson
- Cristina Lemercier - Gloria Acevedo
- Liana Lombardi - Beatriz
- Norma López Monet - Nélida
- Rodolfo Machado - "El Duque"
- Liria Marín - Dora
- Jorge Marrale - Pablo
- Esteban Massari - Felipe
- Jorge Mayor - Rodolfo
- José Luis Mazza - Gregory
- Miguel Ángel Medrano - Pedro
- Inés Moreno - Delia
- María Noel Genovese - Teresa
- Roberto Pieri - Ruíz
- Nélida Romero - Emma
- Ricardo Robles - Oficial

## Equipo de producción
- Historia: Celia Alcántara
- Dirección: Juan Manuel Fontanals